# Jean-Claude Pellé
Jean-Claude Pellé est un homme politique français né le 7 janvier 1742 à Arpajon (Essonne) et décédé le 15 mars 1804 au même lieu.
Administrateur du département de Seine-et-Oise, il est élu député au Conseil des Anciens le 28 germinal an VI. Rallié au coup d'État du 18 Brumaire, il siège au corps législatif jusqu'à son décès.

## Sources
- « Jean-Claude Pellé », dans Adolphe Robert et Gaston Cougny, Dictionnaire des parlementaires français, Edgar Bourloton, 1889-1891 [détail de l’édition]